# Ratto (fumetto)
Ratto è un arco narrativo a fumetti realizzata nel 2009 da Leo Ortolani. Essa si ispira alla serie di film di Rambo interpretata da Sylvester Stallone, reinterpretata con riferimento alla serie umoristica Rat-Man, creata dallo stesso Ortolani.
È stata pubblicata per la prima volta nel 2009 nei numeri 70 e 71 di Rat-Man Collection nelle due storie Ratto e Ratto II - La vendetta.
Nel 2016 la saga è stata riproposta a colori in un unico albo dal titolo Ratto.

## Trama
La saga fuori cronologia non è di facile lettura perché si svolge su due piani narrativi paralleli distinti che poi si uniscono.
Il primo è quello che vede Rat-Man che decide di fare una vacanza in Eutanesìa, un paese sconvolto dalla guerra civile, in compagnia dei suoi amici Brakko e Jordan, che vengono fatti prigionieri del feroce colonnello Wanga.
L'altro piano narrativo ci fa entrare direttamente in questa guerra civile, puntando i riflettori su Ratto, uno dei soldati migliori mai visti in azione, il Rat-Man che poteva essere e non è stato, un eroe spietato, senza morale, cieco assassino, un Rat-Man che, in crisi di identità, lasciata la sua città e la sua calzamaglia, ha deciso di seguire la strada delle armi diventando un freddo guerrigliero mercenario. Ratto durante una missione decide di portare via dalla guerra Gesù (in realtà, un crocifisso con Cristo sopra, che lui considera come una cosa animata al pari di Piccettino). Ma poi, una volta giunto nel mondo civile, lontano dai confini della Eutanesìa, riesce a suo modo a capire che in realtà è proprio nella guerra – tra gli ultimi – che Cristo vorrebbe stare e quindi lo riporta indietro.
Nel secondo capitolo della saga Rat-Man viene aiutato a salvare i suoi amici da colui che tutti chiamano "GUERRA" (il Sylvester Stallone del film John Rambo), mentre Ratto, tornato in zona di guerra, perde di vista Gesù e inizia a costruire una micidiale arma che userà per uccidere il colonnello Wanga.
Alla fine della saga le due linee narrative si uniscono e i due universi si incontrano per riflettere sulla guerra e su Rat-Man. Rat-Man si ritrova infatti faccia a faccia con Ratto, il se stesso che ha sposato la vendetta e, in una delle sue molteplici manifestazioni, la guerra invece della pace. Al termine della vicenda Rat-Man si riconosce nella persona che riproduce atti di distruzione e di annullamento dell'umanità, in nome di idoli ingannatori. Un riconoscimento e un confronto che appare tragico, ma che, nelle ultime vignette, si rivela essere superficiale e passeggero. Con un abile gioco di gag fantozziane Rat-Man da testimone diventa prima vittima di sé stesso e poi protagonista della rimozione di massa che sembra caratterizzare così chiaramente la nostra società, la nostra contemporaneità. Rat-Man e Ratto riprendono alla fine ognuno la propria strada.

## Genesi dell'opera e storia editoriale
La saga di Ratto nasce inizialmente come omaggio al Rambo di Stallone. Il personaggio di Ratto è infatti "una versione ortolaniana di Rambo", un freddo guerrigliero mercenario, "armato fino ai denti", con le sembianze di Rat-Man ma col desiderio di morte e la spietatezza di un killer, che parla abitualmente col crocifisso.
Ortolani, nelle scrittura di questa parodia, non ha però il semplice scopo di omaggiare la saga cinematografica di Rambo. Diversamente da altre parodie cinematografiche realizzate da Leo Ortolani, come Star Rats, Il Signore dei Ratti, 299 + 1 e Avarat, dove l'autore ha mantenuto l'impianto narrativo originale, in questo caso il personaggio e l'impianto narrativo vengono stravolti di proposito. Tramite la costruzione di Ratto e gli sviluppi delle sue avventure l'autore porta il lettore a confrontarsi con le distorsioni e i paradossi della contemporaneità e a riflettere sui veri valori della esistenza umana.
La saga di Ratto viene pubblicata per la prima volta nel 2009 nei numeri 70 e 71 di Rat-Man Collection nelle due storie Ratto e Ratto II - La vendetta dedicate alla serie di film di Rambo interpretata da Sylvester Stallone di cui Leo Ortolani è stato sempre un grande appassionato e su cui non poteva "non fare un fumetto".
Viene poi riproposta nei numeri 36 e 37 di Tutto Rat-Man fra dicembre 2010 e aprile 2011.
Nel 2016 le due storie sono state riproposte a colori in un unico albo dal titolo Ratto.

## Accoglienza

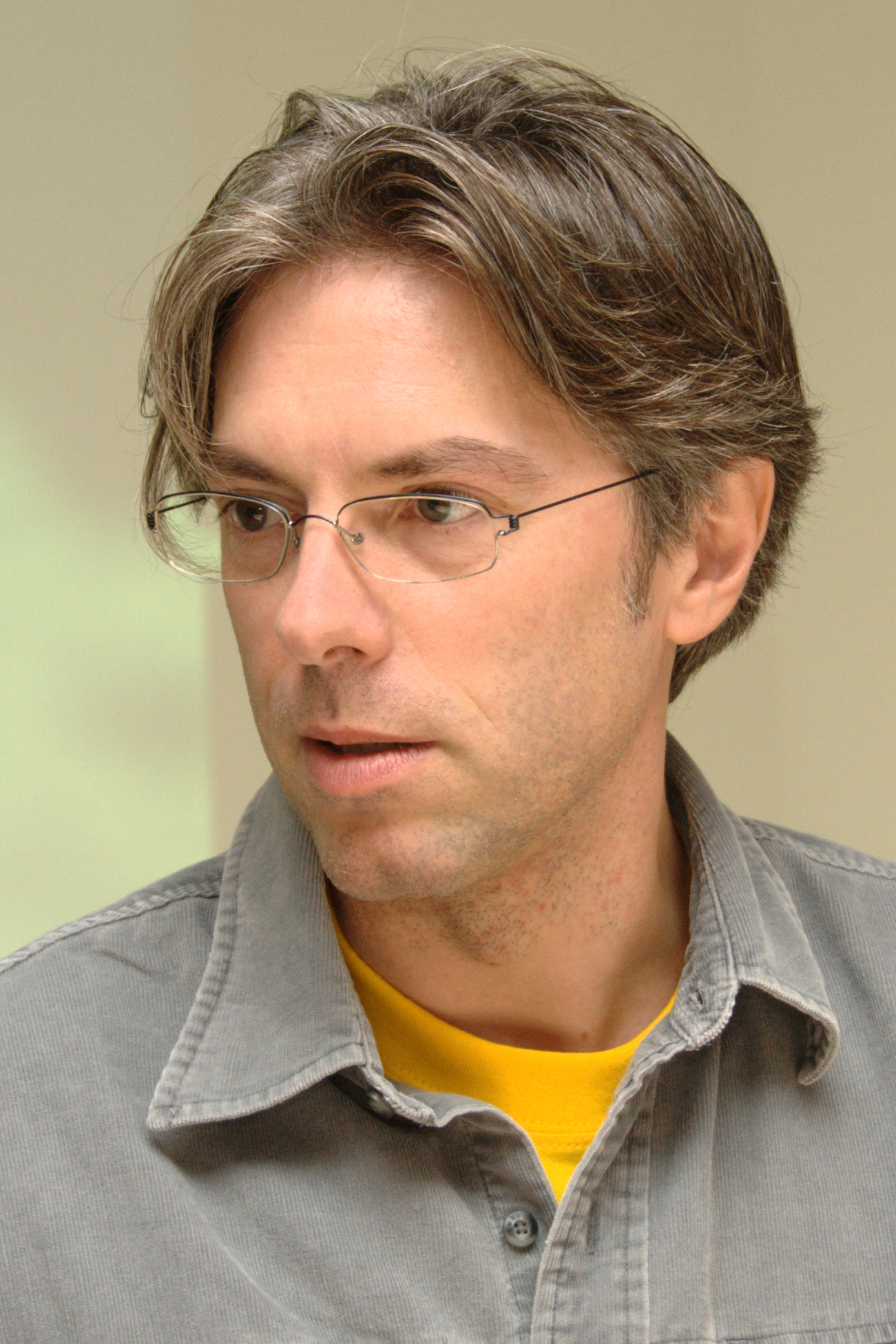
L'autore Leo Ortolani

La saga di Ratto è stata apprezzata dal pubblico e dalla critica. "Ratto è una delle storie più amate del personaggio, una parodia di Rambo che nel suo svolgersi diventa una riflessione tout court sulla guerra e la sua stupidità, in cui Leo Ortolani dimostra tutto il suo talento d’autore e la sua originalità".
Guglielmo Nigro della rivista "Lo Spazio Bianco" esalta la qualità della satira di Ortolani:
e sottolinea la vera profonda finalità della parodia realizzata da Ortolani:
Anche V.Oliva di uBC Fumetti apprezza e sottolinea la denuncia contenuta nella saga di Ratto:
e la forza con cui Leo Ortolani riesce a esprimerla:

## Il seguito di Ratto nella Quadrilogia dei Sacrificabili
Ispirato dalla realizzazione nel 2010 dell'ensemble cast d'azione I mercenari - The Expendables di Sylvester Stallone, Leo Ortolani decide di fare tornare in scena il personaggio di Ratto in una nuova saga senza limiti di cast, che narra eventi successivi alle avventure di Ratto raccontate nella saga del 2009. In una intervista concessa in occasione della pubblicazione della Quadrilogia dei Sacrificabili, lo stesso Ortolani afferma:
Ratto riappare quindi nel 2011 nei numeri 82, 83, 84 e 85 di Rat-Man Collection nelle quattro storie I Sacrificabili, E qualcuno morirà, I Dimenticati e Battaglia a Gerusalemme che compongono la Quadrilogia dei Sacrificabili. In questa saga Ratto è affiancato dai miti dei film d'azione degli anni ottanta e novanta di cui Ortolani è un grande appassionato. A fianco delle icone dei film d'azione e dell'ex membro dei "Sacrificabili", Ratto, Ortolani decide di mettere in scena addirittura Gesù, commentando:
Nella Quadrilogia dei Sacrificabili Ortolani rivela, attraverso brevi flashback, alcuni dettagli sulle origini di Ratto: a differenza di Rat-Man ha sempre avuto la maschera (era già lì), è stato il secondo uomo ad entrare nella squadra mercenaria dei "Sacrificabili" e il nome di RATTO gli è stato dato proprio dal fondatore dei "Sacrificabili" chiamato "IL VECCHIO" (il Clint Eastwood di Gunny, ma dotato dell'autobus corazzato di L'uomo nel mirino), quando lo ha reclutato nella sua squadra.
E al termine di questa saga si uniscono definitivamente i due percorsi in precedenza paralleli e distinti di Rat-Man e Ratto, che ritrova, a fine avventura, la salvezza dell'anima e la sua via e diventa o torna ad essere il Rat-Man dell'origine, che avrebbe dovuto essere, il supereroe della Città Senza Nome.

## Merchandising
Una delle otto uscite della collana I 1000 volti di Rat-Man è dedicata proprio al personaggio di Ratto; pubblicata nel marzo 2016 dalla Panini Comics, racchiude un piccolo volumetto con la descrizione del personaggio e una statua di Ratto realizzata da Infinite Statue.